# 香港一百五十元紙幣

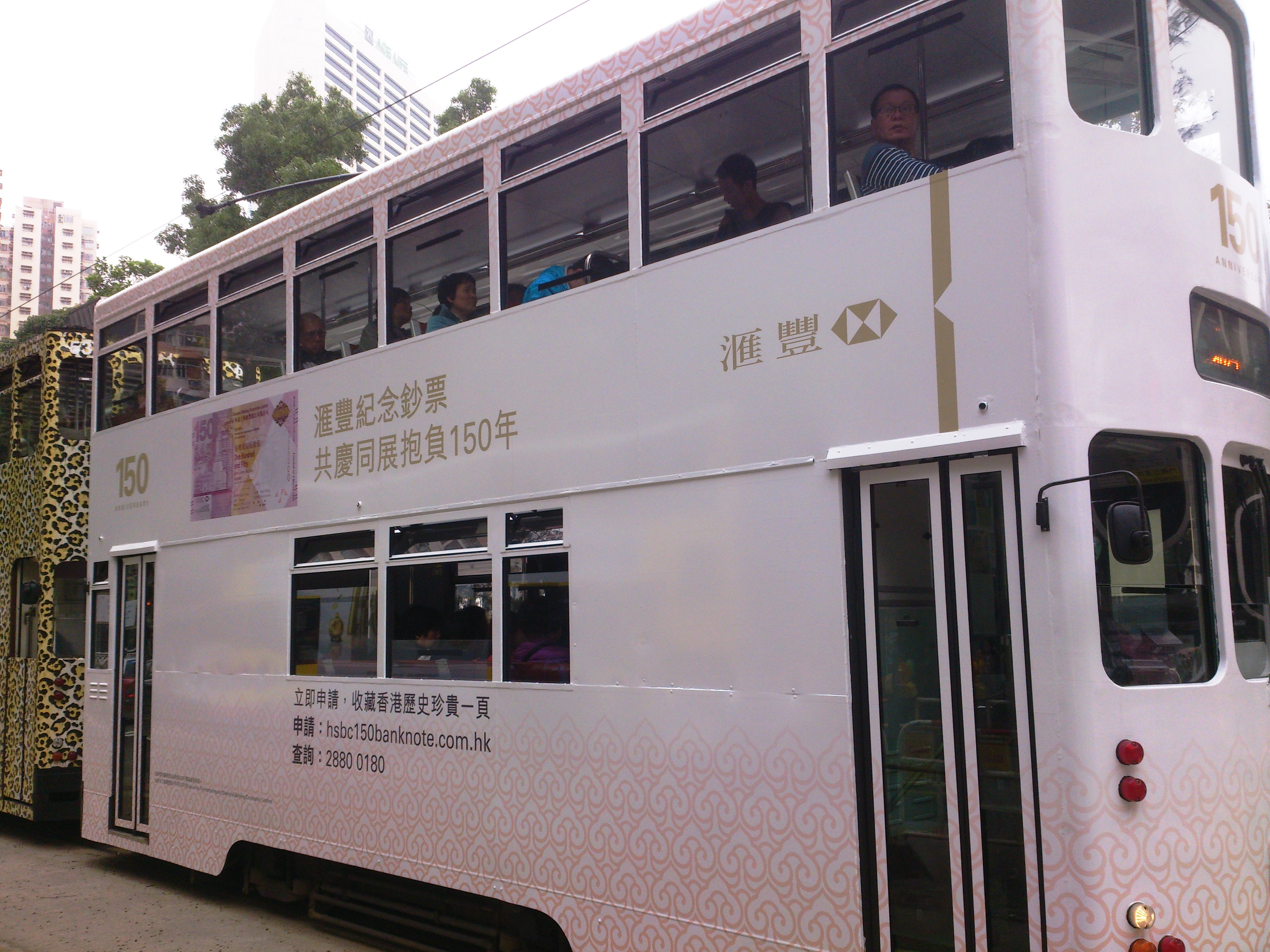
2015年滙豐銀行發行150元紀念鈔時在香港電車上的車身廣告宣傳

一百五十元紙幣是由渣打銀行及滙豐銀行發行的紀念鈔票，2009年10月1日起流通的紙幣，面額為150港元。
渣打銀行150元紀念鈔普通版於2009年10月1日起公開發售，僅售100萬張。單張售價為280元，自選號碼版售價888元，100張特別號碼則會公開競投。
而滙豐銀行的150元紀念鈔於2015年3月5日至3月21日發售，僅售200萬張，設有單張、無切割3連張，以及無切割35連張3款，每款訂價分別為380港元、1380港元及23880港元。特別號碼紀念鈔包括「HSBC」、「AA」、或「HK」為字首的特別序號鈔票，將給予公眾競投。紀念鈔的大小與2010年滙豐發行的港幣500元鈔票一樣，並設有主要防偽特徵，包括珠光圖案、透光水印、螢光透視圖案和變色金屬線等。鈔票以寶石紅為主色，中間部分為金色。

## 歷史
2009年，渣打銀行為了紀念香港分行成立150周年，特別發行面值150元的紀念鈔票，亦是全世界第一張面值150元的鈔票。而這批鈔票亦是香港第一批可以讓市民自訂編號的鈔票。2015年3月，滙豐銀行為了紀念成立150周年，繼渣打銀行後第二度推出150元鈔票。

## 預計使用情況
渣打及滙豐銀行估計，此批鈔票雖然在發行後能夠在市面流通，但銀行櫃員機和八達通增值機是不接受這批鈔票的，因為這兩種媒介只能接受特定面額的鈔票。而由於屬紀念幣的關係，渣打只售100萬張，滙豐亦只售200萬張，故渣打及滙豐銀行呼籲市民把這種面額的鈔票收藏。

## 現時一般流通的一百五十元紙幣
| 發鈔銀行 | 滙豐銀行                           | 渣打銀行     |
| 尺寸     | 158mm x 79mm                       | 153mm x 76mm |
| 正面圖案 | 歷代香港滙豐總行大廈、香港歷史圖片 | 渣打銀行大廈 |
| 正面圖案 |                                    |              |
| 反面圖案 | 銅獅「施迪」（Stitt）、維多利亞港  | 維多利亞港   |
| 反面圖案 |                                    |              |